# Vasile Tăbârță
Vasile Tăbârță (n. 1 ianuarie 1949, Zăicani, raionul Rîșcani, RSS Moldovenească, URSS – d. 10 februarie 2004, Chișinău, Republica Moldova) a fost un actor de teatru și film din Republica Moldova.

## Biografie
Vasile Tăbârță s-a născut la data de 1 ianuarie 1949 în satul Zăicani. A urmat cursuri de regie de teatru la Institutul de Arte „Gavriil Musicescu” din Chișinău (1967-1970).
După absolvirea facultății și până în anul 1998 a jucat ca actor pe scena Teatrului Național „Vasile Alecsandri” din orașul Bălți. A interpretat peste 50 de roluri în spectacolele „Dragoste din mai” de A.Marinat, „Oameni energici” de V.Suksin, „Doi morți vii”, „Iorgu de la Sadagura” și „Despot Vodă” de Vasile Alecsandri, „Osânda” de I. Puiu, „D-ale carnavalului” de I.L.Caragiale, „Frunza de la urmă” de A.Cibotaru, „Angajare de clovni” de Matei Vișniec etc.
Apoi, între anii 1998-2004, a fost actor la Teatrul municipal „Satiricus” (I.L. Caragiale) din Chișinău. Printre rolurile care l-au făcut celebru aici au fost rolul central în „SRL Moldovanul” de Nicolae Esinencu, Levi Matei în „Maestrul și Margareta” de Mihail Bulgakov, părintele din „Jertfe patriotice” după I.L.Caragiale și Vasile Alecsandri, Pampon în „D-ale carnavalului” de I.L.Caragiale.
De asemenea, a făcut parte din trupa de actori ai Asociației de creație „Buciumul”, din echipa de creație a emisiunii TV „Peștisorul de aur”, în calitate de regizor, autor de texte de estradă și scenarii cinematografice. A primit titlul de Maestru în artă, fiind decorat în anul 1999 cu medalia „Meritul Civic”.
Rolurile interpretate de el atât în piese de teatru, cât și în filme au fost preponderent roluri de comedie. Și-a făcut debutul pe marele ecran la "Moldova-film" în anul 1976 în filmul lui Iacob Burghiu Nu crede țipătului păsării de noapte. Cele mai celebre roluri de film interpretate au fost rolul țăranului din Cea mai bună dintre lumi sau o simplă zi de toamnă (1990), moș Ion în Moș Ion în Cosmos (1993) și bătrânul în Tunul de lemn (1986).
Vasile Tăbârță a încetat din viață în urma unei boli cronice la data de 10 februarie 2004 în orașul Chișinău.

## Filmografie
- Nu crede țipătului păsării de noapte (1976) – Neculae
- La porțile satanei (episod, 1980)
- Переходный возраст (1981) -Gheorghe
- Fii fericită, Iulia! (episod, 1983)
- Tunul de lemn (1987) - bunelul David
- Floare albastră (1987) - moș Goriță
- Corbii prada n-o împart (episod, 1988)
- Cea mai bună dintre lumi sau o simplă zi de toamnă (1990) – țăranul
- Văleu, văleu, nu turna! (1991)
- Moș Ion în Cosmos (1993) – moș Ion